# Cathartes
A Cathartes a madarak (Aves) osztályának újvilági keselyűalakúak (Cathartiformes) rendjébe, ezen belül az újvilági keselyűfélék (Cathartidae) családjába tartozó nem.
Családjának a típusneme.

## Nevük és rendszertani besorolásuk
E madárnem elsőként leírt faja a pulykakeselyű volt. Ezt a fajt Carl von Linné írta, illetve nevezte meg először; leírását belefoglalta az 1758-ban kiadott „Systema Naturae” című művében. Linné először a Vultur aura nevet adta a keselyűnek, de később, azaz 1811-ben a német Johann Karl Wilhelm Illiger nevű zoológus áthelyezte a madarat a jelenlegi nemébe. A sárgafejű keselyűket John Cassin, amerikai ornitológus írta le 1845-ben, viszont Cassin egy fajnak tartotta a kettőt. A kis és nagy sárgafejű keselyűket, csak 1964-ben választották szét.
A Cathartes nevű madárnem egyike az öt recens újvilági keselyűfélének, továbbá az egyetlen melybe több mint egy élő faj tartozik. Megjelenésben és életmódban igen hasonlítanak az óvilági keselyűformákra (Aegypiinae), de csak távolról rokonok. A két madárcsoport egészen más ősökből fejlődtek ki, a Föld elkülönült részein. Korábban a Cathartes-fajokat, épp úgy, mint a családjukat és rendjüket a gólyaalakúak (Ciconiiformes) közé sorolták be, de azóta elvetették ezt a rendszertani besorolást.
2007-ben az Amerikai Madártani Szövetség (American Ornithologists' Union) észak-amerikai listáján az újvilági keselyűféléket visszahelyezte a sólyomalakúak (Falconiformes) rendjébe, azzal a megjegyzéssel, hogy a jelenlegi filogenetikus besorolása bizonytalan és a megfelelő rendszertani helye még nincs meghatározva. Ugyanez a Szövetség a dél-amerikai listán elfogadta az újvilági keselyűfélék családjának az újvilági keselyűalakúak rendjébe való helyezését. A Szövetség tagjai akármit is határoznak, a legújabb DNS-vizsgálatok szerint e család fajai inkább a vágómadár-alakúak (Accipitriformes) rendjébe sorolhatók. Ezt az utóbbi felfedezést 2010-ben, az Amerikai Madártani Szövetség feltette az észak-amerikai listájára, ezzel pedig az Ornitológusok Nemzetközi Kongresszusa (International Ornithological Congress) is egyet értett.

## Előfordulásuk, élőhelyük
A Cathartes-fajok előfordulási területe az Amerikák. Az állományok többsége Közép- és Dél-Amerika erdő borította részein él.

## Megjelenésük, életmódjuk
A családjukon belül a közepes termetű fajokhoz tartoznak. Mindhárom fajnál hiányzik a tollazat a fejről. A csupasz bőr a sárgafejű keselyűknél élénk sárga vagy narancssárga, míg a pulykakeselyűnél vörös színű. Ritkaság a madarak között az, hogy igen jó a szaglásuk; ez azért fontos, mert a lombkoronák fölött röpködve nem láthatják a táplálékul szolgáló dögöket, viszont kiszagolhatják azokat.
Mint minden újvilági keselyűféle, ezek a fajok főleg dögökkel táplálkoznak, azonban megfigyelték, hogy a kis sárgafejű keselyű a mocsaras területeken élő állatokra is vadászik.

## Rendszerezés
A nembe az alábbi 3 élő faj tartozik:
- pulykakeselyű (Cathartes aura) (Linnaeus, 1758)[12]
- kis sárgafejű keselyű (Cathartes burrovianus) Cassin, 1845[13]
- nagy sárgafejű keselyű (Cathartes melambrotus) Wetmore, 1964[14]

## Képek

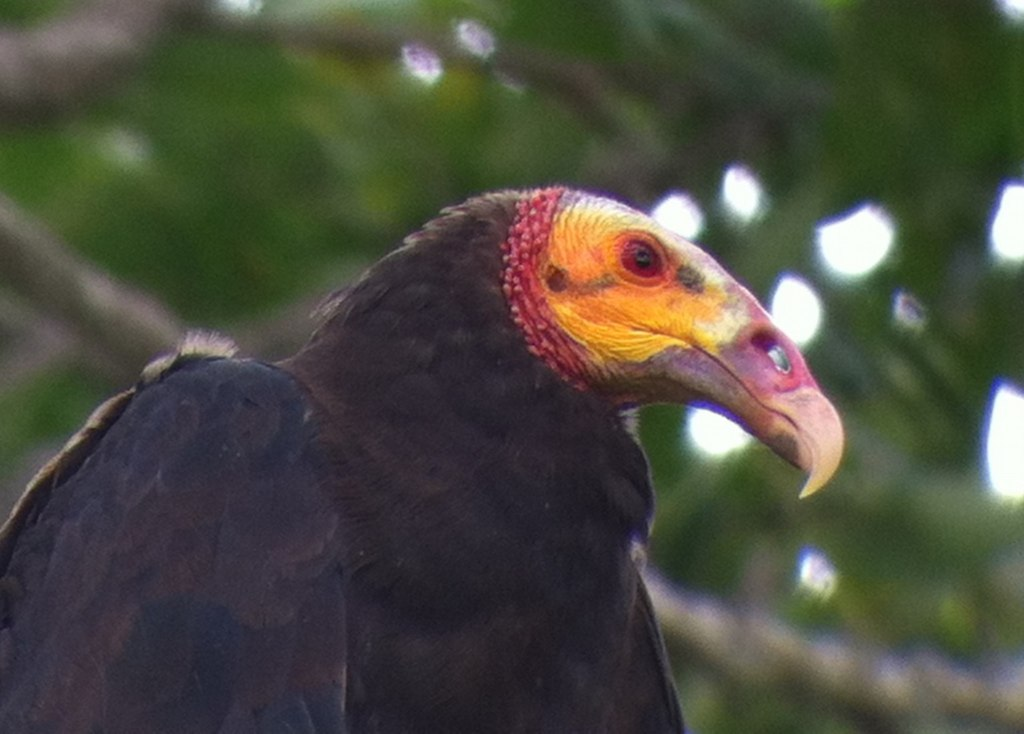
Cathartes burrovianus
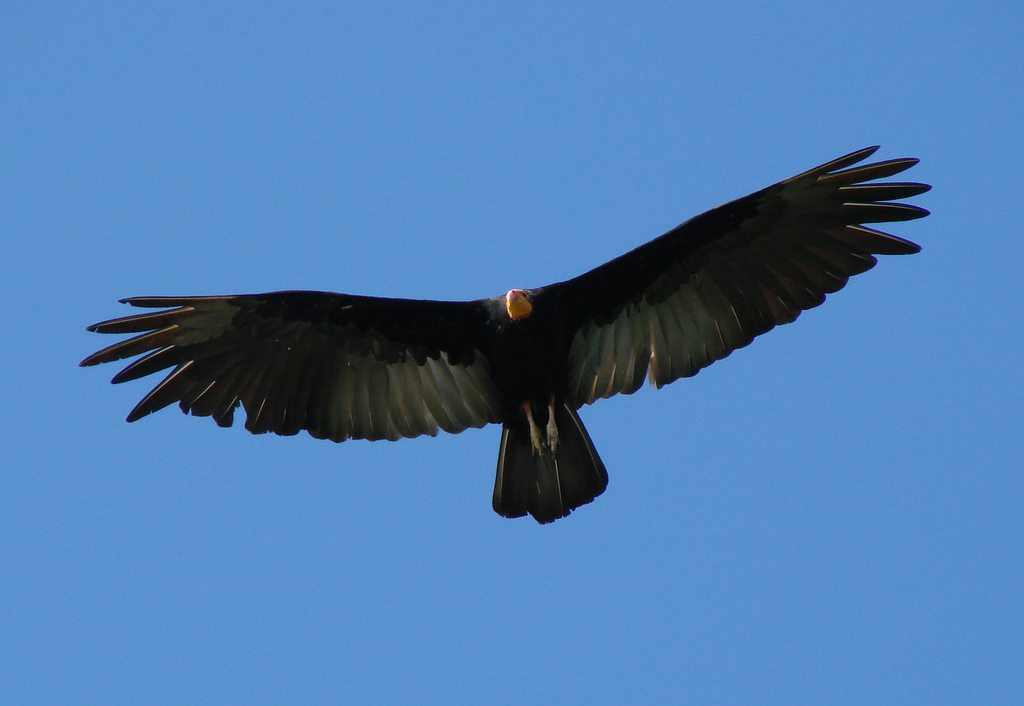
Cathartes melambrotus

## Fordítás
- Ez a szócikk részben vagy egészben  a   Cathartes című angol Wikipédia-szócikk ezen változatának fordításán alapul.  Az eredeti cikk szerkesztőit annak laptörténete sorolja fel. Ez a jelzés csupán a megfogalmazás eredetét és a szerzői jogokat jelzi, nem szolgál a cikkben szereplő információk forrásmegjelöléseként.